# Opération Brekhna
 (22 avril 2019).
Cette page se comprend mieux après la lecture de Insurrection islamiste au Pakistan.
- En jaune, l'agence de Mohmand, qui fait partie des régions tribales.
- En bleu, les régions tribales du Pakistan.
- En vert, la province de Khyber Pakhtunkhwa

Insurrection islamiste au Pakistan
Batailles
Bataille de Wana (2004) • Assaut de la Mosquée rouge (2007) • Première bataille de Swat (2007) • Bataille de Bajaur (2008) • Seconde bataille de Swat (2009) • Opération Rah-e-Nijat (2009) • Offensive d'Orakzai et de Kurram (2010 - 2011) • Opération Brekhna (2011) • Opération Zarb-e-Azb (2014)
L’opération Brekhna (en ourdou : « tonnerre ») désigne l'offensive actuellement menée dans l'agence de Mohmand par l'armée pakistanaise contre des mouvements insurgés islamistes pakistanais. Le principal mouvement combattu est le Tehrik-e-Taliban Pakistan (TTP), la principale mouvance des talibans pakistanais.
L'opération est officiellement menée en réaction à des agressions des talibans pakistanais contre la population locale et contre des hommes de tribus. L'opération fait aussi suite à des rapports des services secrets pakistanais (ISI) selon lesquels les forces du TNSM chassées du district de Swat en 2009 se regrouperaient dans l'agence de Mohmand pour préparer une nouvelle offensive au printemps 2011.

## Contexte
L'agence de Mohmand est frontalière avec l'Afghanistan et abrite des combattants talibans ou proches des talibans. En 2008, les talibans pakistanais et le TNSM avait mené une offensive qui leur avait permis de prendre le contrôle du district de Swat, puis ils se sont rapprochés progressivement de la capitale fédérale Islamabad. L'armée pakistanaise avait réagi en menant une importante opération militaire. L'opération a conduit à la victoire de l'armée qui a tué de nombreux insurgés.
Les combattants chassés des districts de Swat, de Shangla, du Bas-Dir et Haut-Dir notamment se seraient réfugiés dans l'agence de Mohmand, dans les régions tribales du Pakistan, selon des rapports des services secrets pakistanais.

## Déroulement des opérations

### Augmentation des combats

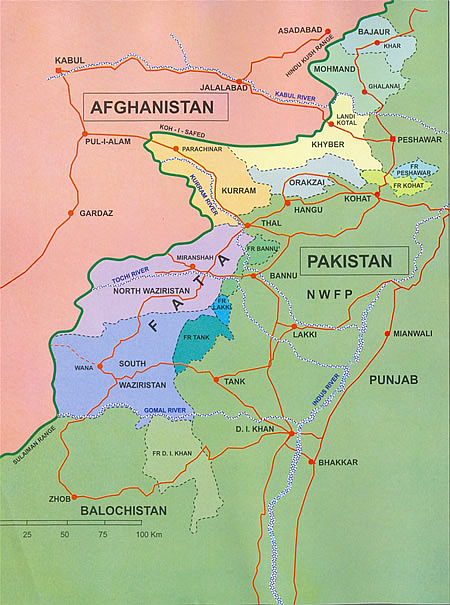
Carte des régions tribales.

Les combats entre des groupes armés et les autorités se sont amplifiés dans l'agence au cours de l'année 2010 et au début de l'année 2011. Au cours de l'année 2010, les talibans ont détruit ou endommagé des bâtiments publics, comme des écoles, des postes de police, des hôpitaux et ont attaqué des points de contrôle tenus par les forces de sécurité. Entre 2007 et avril 2011, au moins 77 écoles ont été détruites,. C'est d'ailleurs ici qu'a eu lieu le cinquième attentat de plus meurtrier de l'histoire du pays. Le 9 juillet 2010 un attentat-suicide dans l'agence visant une jirga a tué plus de cent personnes. Un nouvel attentat le 6 décembre 2010 fait environ quarante morts et visait à nouveau une jirga. Les plus violents combats de l'année 2010 ont eu lieu le 24 décembre quand près de 150 insurgés attaquent cinq points de contrôle tenus par les Frontier Corps (paramilitaires). Les combats tuent onze soldats et 24 talibans.
Les combats semblent à nouveau s'amplifier au début de l'année 2011. Le 4 janvier 2011, l'armée annonce avoir capturé 39 insurgés et à la fin du mois de février, l'armée prétend avoir tué plus de cent combattants depuis le début de l'année. La plupart des combats ont lieu quand des insurgés attaquent des points de contrôle tenus par les forces de sécurité ou quand des hélicoptères bombardent des positions supposées des talibans.

### Opération Brekhna
L'armée pakistanaise lance officiellement l'opération Brekhna le 6 avril 2011 grâce notamment à un renfort d'hélicoptères de combat. Les combats les plus violents ont lieu le lendemain, le 7 avril 2011, quand des insurgés attaquent un convoi de l'armée dans la région. Les soldats réussissent à repousser l'assaut, tuant dix insurgés contre quatre soldats. Le même jour, des hélicoptères d'attaque prennent pour cible des caches de militants, en tuant près de quarante, selon l'armée. Le lendemain, de nouveaux bombardements auraient tué environ trente personnes dans le rang des insurgés.

## Conséquences
Les combats ont provoqué une crise de réfugiés dans l'agence de Mohmand. On compterait quelque 30 000 familles déplacées début 2011 selon les autorités pakistanaises. Ils représentent donc une importante partie de la population (330 000 habitants selon le recensement de 1998).